# Luke Kuechly
Luke August Kuechly (Cincinnati, 20 aprile 1991) è un ex giocatore di football americano statunitense che militò nel ruolo di linebacker per i Carolina Panthers della National Football League (NFL). Fu scelto come nono assoluto del Draft NFL 2012. Al college ha giocato a football per il Boston College venendo nominato tre volte All-American.

## Carriera professionistica

### Carolina Panthers

#### Stagione 2012
Il 6 gennaio 2012, Kuechly annunciò l'intenzione di saltare l'ultimo anno di college per rendersi eleggibile nel draft 2012. Egli venne valutato come il miglior linebacker disponibile nel draft, venendo pronosticato come quinta scelta assoluta dall'analista Mel Kiper mentre Todd McShay lo indicò come possibile tredicesima chiamata. Alla fine, Kuechly fu scelto come nono assoluto dai Panthers.
Il 10 maggio successivo, il giocatore firmò un contratto da 12,8 milioni di dollari per quattro stagioni, con una possibile opzione per un quinto anno con i Panthers, decidendo di indossare il numero 59.
Al primo minicamp dei rookie, il capo-allenatore Ron Rivera comunicò che Kuechly avrebbe giocato nel ruolo di linebacker sul lato debole per sfruttare al meglio le sue qualità in fase di copertura.

Kuechly nel suo primo training camp

Il 9 settembre, nella partita di debutto da professionista, persa 16-10 contro i Tampa Bay Buccaneers, Kuechly mise a segno quattro placcaggi. Nel Thursday Night Football della settimana 3 perso contro i New York Giants fu una delle poche note positive della partita dei Panthers, mettendo a segno 12 tackle e un passaggio deviato.
Nella settimana 5 i Panthers precipitarono a un record di 1-4 perdendo in casa contro i Seattle Seahawks ma Kuechly continuò a giocare su grandi livelli mettendo a referto 11 tackle e il suo primo intercetto ai danni di Russell Wilson. Dopo il turno di pausa i Panthers persero la quinta gara stagionale malgrado un'altra ottima prova del rookie che mise a referto 15 tackle. I Panthers conclusero una striscia negativa di 5 sconfitte consecutive battendo nella settimana 9 i Washington Redskins di Robert Griffin III: Kuechly mise a referto altri 15 tackle.
Nella settimana 13, il rookie mise a segno il suo primo sack in carriera su Brady Quinn dei Kansas City Chiefs. Nella settimana successiva Luke contribuì a battere gli Atlanta Falcons, la squadra col miglior record della NFL, con l'allora primato in carriera di 16 tackle. Per questa prestazione fu premiato come miglior difensore della NFC della settimana. La sua stagione da rookie si concluse guidando la NFL con 164 tackle totali, oltre a 1 sack, 10 passaggi deviati, 2 intercetti e 3 fumble recuperati. Fu il primo debuttante a guidare la lega in tackle da Patrick Willis nel 2007.

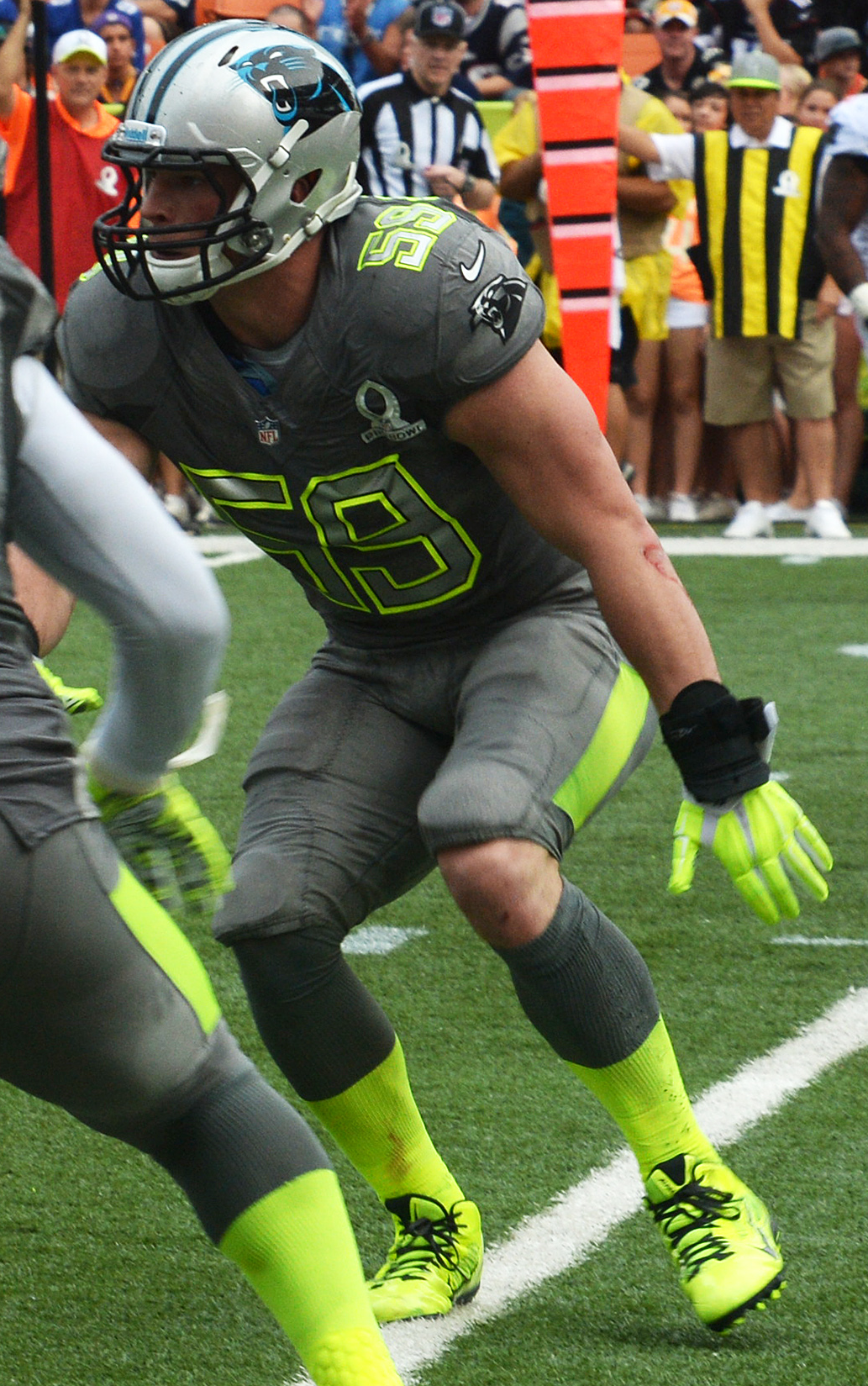
Luke Kuechly nel Pro Bowl 2014

Il 3 febbraio 2013, la notte prima del Super Bowl XLVII, Luke Kuechly fu premiato come rookie difensivo dell'anno. Nel maggio 2013 fu classificato al numero 79 nella classifica dei migliori cento giocatori della stagione.

#### Stagione 2013: difensore dell'anno
Nella settimana 5, Kuechly mise a segno il primo intercetto stagionale su Carson Palmer degli Arizona Cardinals. Un altro lo fece registrare nella settimana 7 contro i St. Louis Rams e il terzo nella vittoria della settimana 9 contro gli Atlanta Falcons. La domenica successiva guidò i Panthers con 11 tackle e il primo sack stagionale alla vittoria in casa dei quotati San Francisco 49ers, venendo premiato per la seconda volta in carriera come difensore della NFC della settimana. Nella settimana 15 i Panthers salirono a un record di 10-4 battendo i New York Jets col giocatore che mise a segno 9 tackle e il secondo sack stagionale.
Nella settimana 16 contro i Saints, Kuechly pareggiò il record NFL con 24 tackle in una sola gara (appartenente a David Harris dei Jets nel 2007), oltre a mettere a segno un intercetto su Drew Brees. Grazie agli sforzi della difesa i Panthers rimasero sempre in partita, andando a vincere con un passaggio da touchdown di Cam Newton a 23 secondi dal termine. Grazie a questa vittoria, Carolina ottenne la prima qualificazione ai playoff dal 2008. Dopo questa gara fu premiato per la terza volta come difensore della NFC della settimana, pareggiando il record di franchigia di Julius Peppers. La sua grande annata si concluse con 156 tackle (quarto nella lega), 2 sack e 4 intercetti, venendo convocato per il primo Pro Bowl in carriera e inserito nel First-team All-Pro.
Nella prima gara di playoff in carriera, nel divisional round in casa contro i San Francisco 49ers, Kuechly guidò ancora i suoi con 10 tackle e un sack ma la stagione dei Panthers terminò con una sconfitta per 23-10. Il 1º febbraio 2014, Luke fu premiato come miglior difensore dell'anno della NFL. A fine anno fu inoltre votato al 15º posto nella NFL Top 100 dai suoi colleghi, il giocatore ad avere guadagnato più posizioni rispetto all'anno precedente, sessantaquattro

#### Stagione 2014
Kuechly aprì la stagione 2014 con nove tackle e un sack su Josh McCown nella vittoria sui Buccaneers. La sua stagione si chiuse guidando nuovamente la lega con 153 tackle, oltre a un intercetto e ai nuovi primati personali per sack (3) e passaggi deviati (11), venendo convocato per il secondo Pro Bowl in carriera e inserito nel First-team All-Pro. I Panthers divennero la prima squadra della storia della NFC South a vincere due titoli di division consecutivi. Il 3 gennaio 2015, Kuechly contribuì alla prima vittoria della franchigia nei playoff dal 2005 contro gli Arizona Cardinals, guidando la squadra con 10 tackle, un intercetto su Ryan Lindley e un passaggio deviato nei pressi della propria end zone che portò a un secondo intercetto da parte di un suo compagno. La difesa di Carolina concluse quella gara tenendo gli avversari a sole 77 yard totali, il minimo della storia della lega in una gara di playoff. La corsa dei Panthers si arrestò sette giorni dopo perdendo per 31-17 al CenturyLink Field di Seattle.

#### Stagione 2015

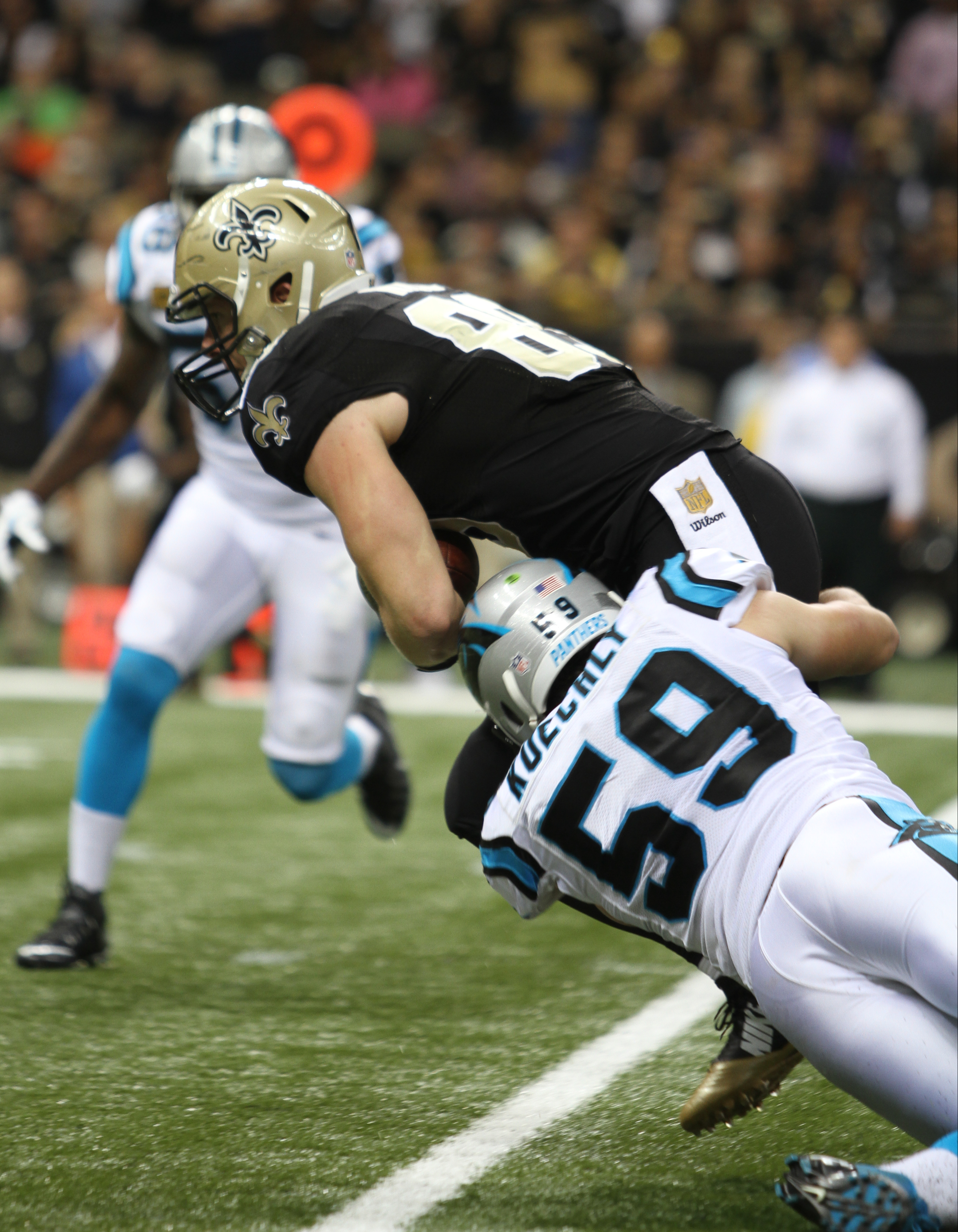
Un placcaggio di Kuechly contro i New Orleans Saints nel 2015

Il 10 settembre 2015, Kuechly firmò un rinnovo contrattuale quinquennale del valore di 62 milioni di dollari coi Panthers, che lo rese il middle linebacker più pagato della lega. Nel primo turno della stagione subì una commozione cerebrale che lo costrinse la settimana successiva a saltare la prima gara in carriera. Tornò in campo nella settimana 6 contro i Seahawks, in cui Carolina si mantenne imbattuta. Nella vittoria del Monday Night sui Colts, pareggiò il suo massimo stagionale con 14 tackle, oltre a 3 passaggi deviati e a un intercetto nei tempi supplementari che permise ai suoi di calciare il field goal della vittoria.
Nella gara del Giorno del Ringraziamento, Kuechly mise a segno due intercetti su due passaggi consecutivi di Tony Romo dei Cowboys, ritornando il primo dei quali nel primo touchdown della carriera. I Panthers vinsero 33-14 e continuarono la loro striscia di imbattibilità, mentre il giocatore fu premiato come miglior difensore della NFC della settimana. A fine stagione fu convocato per il terzo Pro Bowl in carriera ed inserito nel First-team All-Pro dopo avere terminato con 118 tackle, un sack e quattro intercetti. I Panthers conclusero la stagione regolare col miglior record della NFL, 15-1.
Nel secondo turno di playoff, Kuechly ritornò un intercetto su Russell Wilson in touchdown, nella vittoria sui Seahawks che riportò la squadra in finale di conference dopo dieci anni. Sette giorni dopo, nella vittoria per 49-15 sui Cardinals, guidò la squadra con 8 tackle, oltre a un altro intercetto e ad un fumble recuperato, qualificandosi per il primo Super Bowl della carriera. Il 7 febbraio 2016 partì come titolare nel Super Bowl 50 dove i Panthers furono sconfitti per 24-10 dai Denver Broncos. In quella gara guidò Carolina con 10 tackle.

#### Stagione 2016
Nel 2016, Kuechly perse sei partite per infortunio, venendo tuttavia convocato per il quarto Pro Bowl in carriera e inserito nel Second-team All-Pro dopo avere messo a segno 102 tackle, 2 sack e un intercetto. I Panthers invece, dopo i successi della stagione precedente, ebbero un'annata negativa, chiudendo all'ultimo posto della propria division.

#### Stagione 2017
Nella settimana 12, Kuechly recuperò un fumble di Josh McCown dei New York Jets ritornando il pallone per 23 yard in un touchdown che si rivelò decisivo ai fini della vittoria finale. Per questa prestazione fu premiato come difensore della NFC della settimana. A fine stagione fu convocato per il suo quinto Pro Bowl e inserito nuovamente nel First-team All-Pro. Fu inoltre premiato con l'Art Rooney Sportsmanship Award per la sportività e il fair play.

#### Stagione 2018
Nel 2018 Kuechly fu convocato per il suo sesto Pro Bowl ed inserito nel First-team All-Pro dopo avere messo a segno 130 tackle, il suo massimo dal 2014, 2 sack e un intercetto. I Panthers ebbero invece un'altra annata negativa rimanendo fuori dai playoff.

#### Stagione 2019
Nel 2019 Kuechly fu convocato per il suo settimo Pro Bowl e inserito nel Second-team All-Pro dopo avere messo a segno 144 tackle (quinto nella NFL) e 2 intercetti.
Il 15 gennaio 2020 annunciò il suo ritiro a soli 28 anni tramite il profilo Twitter dei Carolina Panthers. 

## Palmarès

### Franchigia
- National Football Conference Championship: 1

Carolina Panthers: 2015

### Individuale
- Miglior difensore dell'anno della NFL: 1

2013
- Convocazioni al Pro Bowl: 7

2013, 2014, 2015, 2016, 2017, 2018, 2019
- First-team All-Pro: 5

2013, 2014, 2015, 2017, 2018
- Second-team All-Pro: 2

2016, 2019
- Difensore dell'anno della NFC: 1

2013
- Rookie difensivo dell'anno - 2012

- Difensore della NFC della settimana: 5

14ª del 2012, 10ª e 16ª del 2013, 12ª del 2015, 12ª del 2017
- Rookie difensivo del mese: 1

dicembre 2012
- PFWA All-Rookie Team - 2012
- Bronko Nagurski Trophy - 2011
- Butkus Award (college) - 2011
- Butkus Award (professionisti) - 2014, 2015
- Lombardi Award - 2011
- Formazione ideale della NFL degli anni 2010
- Record NFL maggior numero di tackle in una partita - 24 (condiviso)